# Middelburgsche polder
De Middelburgsche polder is een polder ten zuiden van Middelburg, behorend tot de polders rond Aardenburg.
De polder is ontstaan door indijking van het meest zuidelijke deel van het Lapscheurse Gat in 1700. Een restant hiervan is nog in de polder aanwezig als Molenkreek. Deze vormt de Belgisch-Nederlandse grens.
Het is een internationale polder waarvan 45 ha op Nederlands gebied en ongeveer 50 ha op Belgisch gebied is gelegen.
De polder wordt begrensd door de Nieuweweg, Tol, de kom van Middelburg, de Schorreweg en de Kraaiputseweg.